# Killzone: Shadow Fall
Killzone: Shadow Fall ist ein Ego-Shooter für die PlayStation 4 der von Guerrilla Games entwickelt wurde und 2013 veröffentlicht wurde.

## Handlung
Das Spiel spielt 30 Jahre nach der weitestgehenden Zerstörung Helghans durch den Krieg der Vektaner und Helghast im Rahmen der Handlung von Killzone 3. Im Anschluss an den Konflikt wurden die Hauptstadt des Heimatplaneten der Vektaner, Vekta, in einen Teil für die Vektaner und die Helghast geteilt. Seit der Teilung befinden sich beide Bevölkerungen in einer Art Kalten Krieg.
Die Handlung setzt mit der Flucht des vektanischen Protagonisten Lucas Kellan, der zu diesem Zeitpunkt ein Kind ist, und seinem Vater aus dem zukünftigen Helghast-Teil der Hauptstadt ein. Bei der Evakuierung kommt der Vater des Protagonisten ums Leben, der anschließend unter die Obhut eines vektanischen Militärs gelangt.
Jahre später ist Kellan ein Shadow Marshall und operiert in Geheimmissionen im Helghast-Teil der Hauptstadt. Der weitere Verlauf des Spiels schildert die Vorkommnisse rund um eine Helghast-Terroristengruppe, die den fragilen Frieden zwischen den beiden Parteien auflösen will. Der Shadow Marshall verhindert den Ausbruch eines neuen Krieges als Einzelkämpfer und enttarnt seinen Ziehvater als eigentlichen Kriegstreiber.

## Charaktere
- Lucas Kellan, der Protagonist des Spiels. Er ist ein Shadow Marshal und ist vor allem vertraut mit Einsätzen hinter der Mauer, die die Seite der Menschen und die der Helghast trennt.
- Thomas Sinclair, der Kommandant der Shadow Marshal. Er hilft Lucas und seinem Vater bei der Flucht nach Vekta. Für Lucas wird er ein Ziehvater.
- Maya „Echo“ Visari, ist eine Agentin der Helghast sowie die Enkelin von Scolar Visari und Tochter von Hera Visari. Sie wird bei einem Gefangenenaustausch gegen Lucas Kellan ausgetauscht. Später im Verlauf des Spiels hilft sie Lucas bei seinem Auftrag.
- Vladko Tyran, ist der Anführer einer radikalen Untergrundbewegung und der Hauptantagonist der Kampagne.
- Dr. Hillary Massar ist eine ISA-Wissenschaftlerin, die eine biologische Waffe entwickelt, die entweder die Helghast oder die Vektaner sowie die Halb-Helghast/Halb-Menschen auslöschen kann.
- Lady Hera Visari ist die Mutter von Maya und Tochter von Scolar Visari. Sie ist die Regentin der Helghast-Seite von Vekta.
- Anton Saric ist der Kommandant des Helghast-Geheimdienstes. Er hat einen besonders großen Hass auf die Vektaner, die für die Zerstörung von Helghan verantwortlich sind.
- Jorhan Stahl, ist der Hauptantagonist aus Killzone 3, der wie sich am Ende raustellt auch der Drahtzieher der Anschläge auf der Seite der Vektaner.
- Michael Kellan, der Vater von Lucas Kellan hat nur am Anfang der Kampagne einen Auftritt, bei dem er durch Helghast Wachmänner getötet wird.

## Spielprinzip
Das Spielprinzip gleicht den bisherigen Killzone-Teilen. Im Gegensatz zu vielen anderen Spielen des First-Person-Shooter-Genre ist die Spielfigur eher träge und ihre Waffen sind gewichtig. In Shadow Fall kann zudem eine Drohne eingesetzt werden, die Feinde betäuben und eigenständig bekämpfen kann.

## Multiplayer
Im Multiplayer kann man zwischen drei verschiedenen Klassen, bei denen die Fähigkeiten und Waffen freigeschaltet sind. Die Klassen sind der Kundschafter, der Sturmsoldat und die Hilfstruppe. Durch den DLC Der Aufständische kann eine weitere Klasse hinzugefügt werden (der Aufständische). Im Gegensatz zu den anderen Klassen hat er zu Anfang nur eine sekundäre Waffe und muss sich Primärwaffe und Fähigkeiten von anderen Spielern stehlen. Das Standardspiel enthält zehn Karten, welche durch die kostenlosen Kartenpakete auf 17 erweitert werden können.

### Spielmodi
Killzone: Shadow Fall hat folgende Spielmodi:
| Spielmodus       | Spieleranzahl | Beschreibung                                                                                |
| ---------------- | ------------- | ------------------------------------------------------------------------------------------- |
| Team-Deathmatch  | 18            | keine Besonderheiten                                                                        |
| Classic Warzone  | 24            | Eine verkürzte Kriegszone, bei der dynamische zwischen einem Satz Missionen gewechselt wird |
| Community Modus  | 18            | Eine sich regelmäßig ändernde Kriegszone                                                    |
| Extended Warzone | 24            | Mehr Missionen, längere Spielzeit bei größerem Herausforderungsgrad                         |

2014 hatte das Spiel 2,1 Millionen verkaufte Einheiten.